# Melanchra
Melanchra là một chi bướm đêm thuộc họ Noctuidae.

## Loài
- Melanchra adjuncta (Boisduval, 1852)
- Melanchra assimilis (Morrison, 1874)
- Melanchra diabolica Plante, 1990
- Melanchra dierli Behounek, 1995
- Melanchra granti Warren, 1905
- Melanchra persicariae (Linnaeus, 1761)
- Melanchra picta (Harris, 1841)
- Melanchra postalba Sugi, 1982
- Melanchra pulverulenta (Smith, 1888)

## Hình ảnh

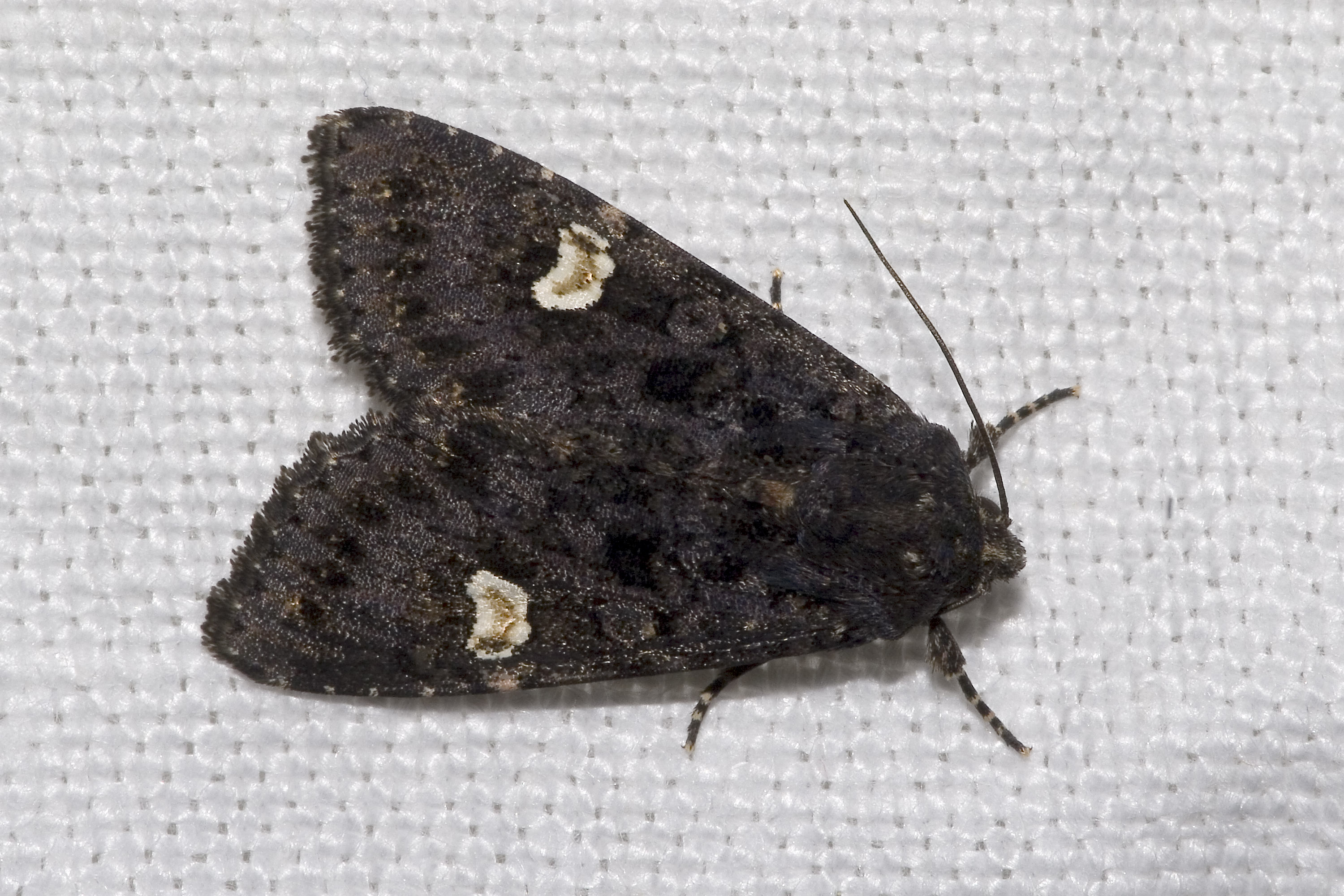